# Refaat Alareer
Refaat Alareer (àrab: رفعت العرعير, Rifaʿat al-ʿArʿīr; Gaza, 23 de setembre de 1979-6 de desembre de 2023) va ser un escriptor, poeta, professor i activista palestí de la Franja de Gaza. Va ensenyar literatura i escriptura creativa a la Universitat Islàmica de Gaza i va cofundar l'organització We Are Not Numbers, que va combinar autors experimentats amb escriptors joves de Gaza.

## Primera anys i educació
Refaat Alareer va nàixer el 1979 a Shuja'iyya a la ciutat de Gaza. El fet de créixer a Gaza, va dir, significava que «cada moviment que vaig prendre i cada decisió que vaig prendre estaven influenciats (generalment negativament) per l'ocupació israeliana».
Alareer es va llicenciar en Filologia Anglesa el 2001 a la Universitat Islàmica de Gaza i va fer un màster al University College de Londres el 2007. Més tard, es va un doctorar en Literatura Anglesa per la Universitat Putra de Malàisia.

## Carrera professional
Alareer va editar dos volums de contes palestins, Gaza Unsilenced (2015) i Gaza Writes Back (2014). En una entrevista, Alareer va declarar: «Gaza Writes Back va ser un intent de proporcionar un testimoni per a les generacions futures».
El 2007, Alareer es va convertir en professor a la Universitat Islàmica de Gaza, on va ensenyar literatura mundial i escriptura creativa. Això incloïa l'obra del poeta israelià Yehuda Amichai, que va anomenar bella però perillosa. Va ser cofundador de l'organització We Are Not Numbers, un programa de tutoria que relaciona escriptors de Gaza amb autors de l'estranger. Durant la crisi d'Israel i Palestina del 2021, Alareer va escriure un article d'opinió a The New York Times en què va explicar que ell i la seva dona havien perdut més de 30 familiars.
Durant la guerra entre Israel i Hamàs del 2023, Alareer va fer aparicions als mitjans a la BBC, Democracy Now! i ABC News. Immediatament després de l' atac de 2023 dirigit per Hamàs a Israel, va qualificar l'atac de «legítim i moral» i va dir que era «exactament com l'aixecament del gueto de Varsòvia».

## Vida personal i assassinat
Alareer i la seua esposa tenien sis fills. Durant el conflicte entre Gaza i Israel de l'any 2014, l'exèrcit israelià va matar el seu germà Hamada, l'esposa del seu avi Nusayba, el seu germà, la seua germana i tres fills de la seua germana.
Refaat Alareer va ser assassinat, juntament amb la seua família, per un atac aeri el 6 de desembre de 2023. Tenia 44 anys. El fundador de l'Euro-Mediterranean Human Rights Monitor, Ramy Abdu, va declarar que eIs soldats israelians «atacaren, perseguiren i mataren la veu de Gaza, un dels seus millors acadèmics, un ésser humà, el meu estimat i admirat amics».
El 26 d'abril del 2024 la seua filla major, la il·lustradora palestina Shaimaa Alareer, juntament amb el seu marit, Mohammed Siyam, i el seu nadó, Abdul Raham, van ser assassinats en un bombardeig en el barri d'Al-Rimal de la ciutat de Gaza.

## Obres

### Col·leccions editades
- 2014:  Refaat Alareer (ed.). Gaza writes back. Short stories from young writers in Gaza, Palestine (en anglès).  Charlottesville, Virginia: Just World Books, 2014. ISBN 9781935982357.
  - traduït a l'italià:  Refaat Alareer (ed.). Gaza writes back. Racconti di giovani autori e autrici da Gaza, Palestina (en italià).  Lorusso Editore, 2015. ISBN 9788894106909.
- 2015:  Refaat Alareer i Laila el-Haddad (eds.). Gaza unsilenced (en anglès).  Charlottesville, Virginia: Just World Books, 2015. ISBN 9781935982555.

### Assajos
- 2022: Alareer, Refaat. «Gaza asks: When shall this pass?». A: Jehad Abusalim, Jennifer Bing i Michael Merryman-Lotze (eds.). Light in Gaza. Writings born of fire (en anglès).  Chicago, Illinois: Haymarket Books, 2022. ISBN 978-1-64259-699-1.[17]
- 2023: Alareer, Refaat «They even keep our corpses. Dying in Israeli prisons». Scalawag, 20-06-2023.